# Battaglia del lago ghiacciato
La battaglia del lago ghiacciato, detta anche battaglia del/sul ghiaccio, (in estone Jäälahing, in tedesco Schlacht auf dem Eise; in russo Ледовое побоище?, Ledovoje poboišče) o battaglia del lago Peipus (in russo Битва на Чудском озере?, Bitva na Čudskom ozere; in tedesco: Schlacht auf dem Peipussee) fu combattuta il 5 aprile 1242 sul Lago dei Ciudi, presso l'attuale confine fra Russia ed Estonia, dalle truppe del Principato di Novgorod contro le forze crociate della Livonia e i loro alleati.
La sconfitta di cavalieri teutonici e danesi, ad opera delle forze di Novgorod guidate dal principe Aleksandr Nevskij, pose fine alla fase delle Crociate del Nord, in cui forze crociate cattoliche avevano tentato di soggiogare, attorno al 1240, i territori abitati da slavi ortodossi e pagani a oriente dell'Estonia, da essi appena conquistata per scopi di evangelizzazione.
Storiograficamente si trattò di un fatto d'arme relativamente minore, ma assurse ben presto a simbolo del nazionalismo russo, come il suo protagonista, il principe Nevskij, che venne canonizzato nel 1547. La fama di cui gode in epoca moderna è dovuta in buona parte all'omonimo film di Sergej Michajlovič Ėjzenštejn. Di poco antecedente il secondo conflitto mondiale, l'opera aderisce ai canoni della propaganda sovietica: i cavalieri vi vengono raffigurati come crudeli invasori tedeschi e le forze slave come una massa di proletari che lotta per la libertà. 

## Premesse

### Il contesto storico

#### Novogorod
Aree sotto il controllo di Novgorod
Il tramonto del predominio della Rus' di Kiev nella seconda metà del XII secolo, accompagnata da lotte intestine, fu seguita dall'invasione mongola della Russia nella prima metà del secolo successivo.
La situazione era estremamente instabile ma, nonostante le continue pressioni dei popoli confinanti, alcuni stati russi riuscirono a poco a poco ad acquisire una certa autonomia. Uno tra i più importanti era il Principato di Novgorod. Situato a nord-ovest della Russia, vicino a due pericolose potenze, il Regno di Svezia e l'Ordine teutonico, il suo territorio non era stato particolarmente devastato dalla furia mongola e versava in condizioni migliori rispetto agli altri regni più a sud. Il Principato, inoltre, basava la sua ricchezza sulla propria potenza commerciale, dovuta alle rotte commerciali (tra cui la cosiddetta via variago-greca) che attraversavano il suo territorio, le quali collegavano il Baltico e il Mar Bianco con Kiev e Costantinopoli.
All'inizio del 1200 Novgorod impose la propria sovranità sui Voti, sui Izoriani e sui Careliani, per impedire le loro razzie nel proprio territorio e, d'altra parte, prevenire la loro conquista da parte degli Svedesi. Se da un lato le recenti conquiste danesi e svedesi erano viste con ostilità, l'affermarsi dei tedeschi nei territori baltici fu visto con favore, dato che sarebbero potuti essere buoni alleati contro la nascente potenza pagana lituana.
Nel 1240, mentre buona parte degli Stati russi subiva le scorrerie dei mongoli, la Svezia, che contendeva a Novgorod il predominio politico e culturale in Finlandia, occupò l'Ingria mettendo a rischio le vie commerciali della città. Sotto il comando di Aleksandr Jaroslavič, principe di Novgorod, le forze russe riuscirono a sbaragliare gli svedesi nella battaglia della Neva, scontro che diede al principe russo il soprannome "Nevskij".
Il Principe di Novgorod, Alexander Nevski, nato nel 1220, aveva quindi solo 20 anni; tuttavia, il suo ruolo fu decisivo. Nel 1240, quando Kiev cadde a sud, egli guidò l'esercito di Novgorod alla vittoria contro gli svedesi che avanzavano lungo la Neva. Secondo le cronache, ferì a mani nude il comandante degli svedesi, Birger Magnusson, che riuscì a malapena a fuggire. Una volta ottenuta la vittoria, Alexander dovette andare incontro ai Fratelli della Spada di Livonia, che erano entrati nel suo territorio dal 1239 e si erano impadroniti della città di Pskov nel 1241. Non appena tale città fosse stata riconquistata, si potevano intraprendere i piani per la battaglia decisiva.

#### La Livonia crociata

La Confederazione livone (o Terra Mariana) nel XIII secolo

A partire dall'inizio del 1200, il turbolento insieme di tribù che abitavano i Paesi baltici iniziò a subire la potenza delle nazioni cattoliche settentrionali, chiamate da papa Innocenzo III ad intraprendere una crociata per convertirne le popolazioni pagane. Il controllo delle coste baltiche e delle rotte commerciali che vi passavano attraverso attirò gli interessi dei commercianti tedeschi, della Svezia e della Danimarca (quest'ultima, sotto Valdemaro il Grande, particolarmente interessata a fondare un impero nel Baltico).
Vent'anni di conflitto portarono alla sottomissione di un'area compresa tra il golfo di Finlandia e la Polonia, divisa poi tra Confederazione livone e l'Estonia occupata dai danesi. La Confederazione era formata dal territorio governato dall'Ordine dei portaspada e dagli Arcivescovadi di Riga, Dorpat, Curlandia e Ösel. La famiglia tedesca Buxhoeved, alla quale appartenevano il vescovo di Riga, Alberto, il quale aveva ricevuto l'investitura imperiale come principe territoriale, e quello di Dorpat, Ermanno, aveva un grande potere nello Stato crociato e spesso, nei primi decenni del secolo, si scontrò coi Cavalieri portaspada (sebbene lo stesso Alberto avesse istituito il loro Ordine anni prima), e con la Danimarca, desiderosa di aumentare il suo territorio a discapito dei crociati. Proprio le tensioni con i governanti danesi portarono all'arrivo di Guglielmo da Modena, legato papale spedito da Roma per trovare un accordo tra le parti. Grazie, infatti, alla mediazione pontificia venne stipulato un trattato tra i crociati e Valdemaro di Danimarca nel 1238, col quale, dopo la battaglia di Šiauliai in cui perì la gran parte dei Portaspada, l'Ordine venne inglobato nei Cavalieri Teutonici, giunti nel frattempo dalla Terra Santa a combattere contro i Prussiani.

### Il tentativo crociato di espansione ad oriente
Sperando che le invasioni mongole avessero minato la potenza degli Stati russi, le forze crociate e svedesi attaccarono ed occuparono Pskov, Izborsk e Kopor'e, città sotto il controllo di Novgorod, nell'autunno del 1240. Quando minacciarono la stessa Novgorod, cittadini richiamarono in città il ventenne Principe Aleksandr Jaroslavič, che avevano confinato a Pereslavl l'anno precedente. Durante la campagna del 1241, Aleksandr riuscì a riconquistare Pskov e Kopor'e dai crociati. Avendo udito che i Crociati avevano bruciato sul rogo dei bambini, Aleksandr rispose tenendo in ostaggio dei cavalieri e impiccando alcuni fra Voti (popolo locale alleato dei Teutonici) e fanti estoni.

## La battaglia

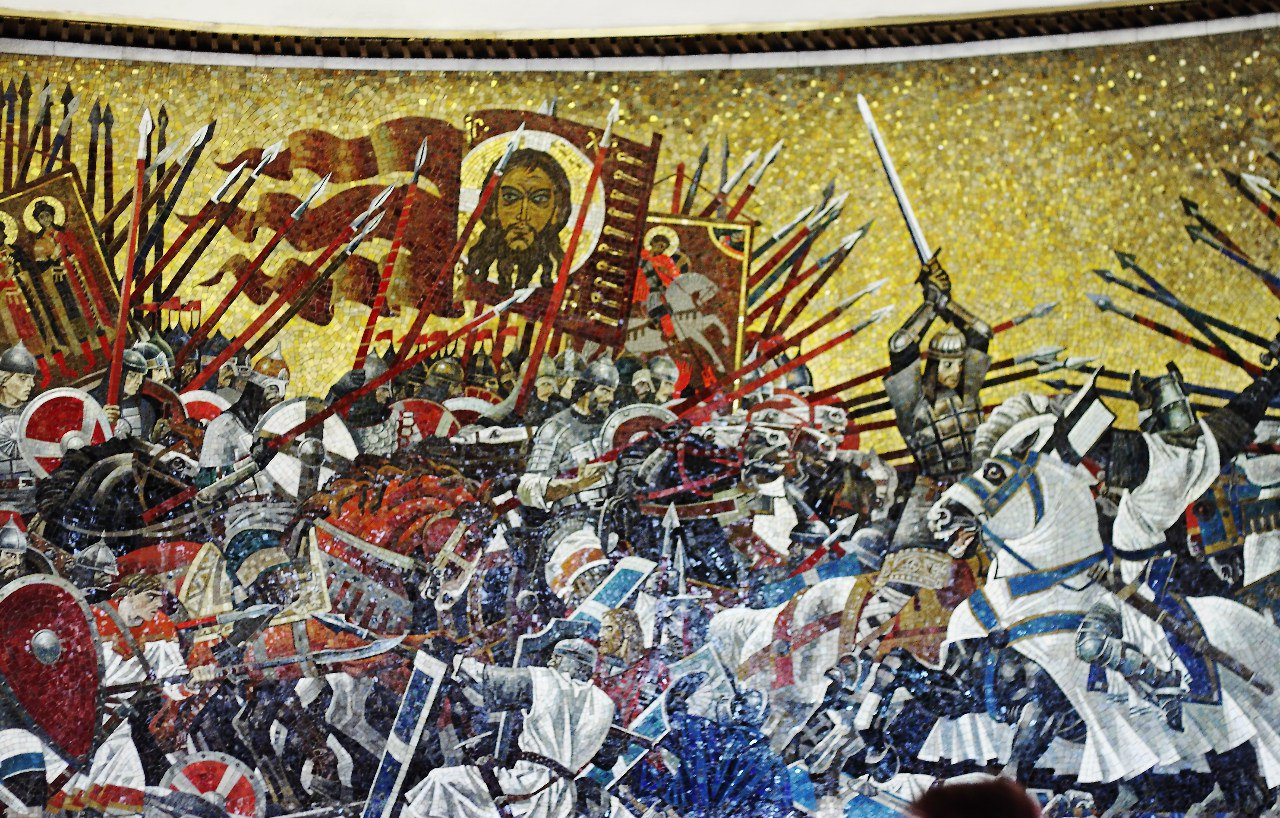
La battaglia in un mosaico della metropolitana di San Pietroburgo.

Nella primavera del 1242, i Cavalieri teutonici annientarono un distaccamento in ricognizione dell'esercito cittadino di Novgorod, circa 20 km a sud della fortezza di Dorpat (Tartu). Pensando di ottenere una facile vittoria, condotti dal Vescovo Principe Hermann del Vescovato di Dorpat, i cavalieri e le loro truppe ausiliarie composte da Estoni Ugauni incontrarono le forze di Aleksandr presso lo stretto passaggio che collega la parte settentrionale e meridionale (detta Lago di Pskov) del Lago dei Ciudi, il 5 aprile 1242. Aleksandr, intendendo combattere in un luogo da lui prescelto, si ritirò precipitosamente per spingere i Crociati, esaltati da una così semplice vittoria, verso il lago ghiacciato.
La dimensione delle forze in campo non è certa. I commentatori di parte Teutonica tendono a ridurre il numero dei crociati e dunque le perdite, mentre i commentatori russi cercano di aumentare la portata della vittoria. Secondo una stima le forze dei crociati ammontavano a circa 1000 uomini (alcune stime parlano di 4000). Composte in prevalenza da tedeschi, inclusi i cavalieri dell'Ordine Teutonico e i loro scudieri, e mercenari danesi, svedesi ed estoni. Le forze russe ammontavano a circa 5000 uomini (o forse 4000): 1000 circa di Aleksandr e le guardie del corpo di suo fratello Andrej (druzhina), più le milizie di Novgorod (non l'intero corpo, poiché non sussisteva un immediato pericolo per la città) e un piccolo contingente di cavalleria leggera mongola.
La strategia progettata da Nevskij prevedeva che la fanteria dovesse resistere alla prima carica nemica contando sulla netta superiorità numerica. Inizialmente gli arcieri mongoli dovevano restare nascosti sul lato destro e la cavalleria nelle retrovie.
Secondo le cronache russe del tempo, dopo ore di combattimento corpo a corpo, Aleksandr ordinò all'ala destra ed all'ala sinistra dei suoi arcieri di entrare in battaglia. I cavalieri erano esausti dal perdurare del combattimento e le difficoltà con la scivolosa superficie del lago ghiacciato. I Crociati, molti dei quali colpiti mortalmente dalle micidiali frecce dei mongoli, iniziarono a ritirarsi in disordine in mezzo al ghiaccio, e all'apparizione della fresca cavalleria russa cominciarono ad arretrare mentre gli estoni si diedero alla fuga senza opporre resistenza. Secondo le cronache russe quando i cavalieri cercarono di passare sul lato più lontano del lago il sottile ghiaccio collassò, sotto il peso delle armature, e molti di loro affogarono (come è anche rappresentato nel film di Ėjzenštejn dedicato alle gesta del principe di Novgorod). Per le cronache di parte Teutonica invece la notizia della sconfitta riporta solo il rientro del Gran Maestro e di un pugno di cavalieri a Dorpat, mentre le perdite ammontarono a più di 400 uomini di cui una ventina membri dell'Ordine.

## La battaglia nella cultura di massa
La battaglia sul lago Peipus costituisce l'apice narrativo del film Aleksandr Nevskij, girato nel 1938 da Sergej Ejzenštejn. La pellicola, opera di propaganda del cinema sovietico, mostra lo scontro tra crociati e russi dalla prospettiva di questi ultimi, descritti come una massa proletaria guidata da un eroe impavido (paragonato dallo stesso regista, in un articolo sull'Izvestija, a Stalin) contrapposta a degli spietati conquistatori, i cui elmi della fanteria richiamano gli Stahlhelm tedeschi. La battaglia, inoltre, culmina con la rottura della superficie gelata del lago e l'annegamento dei cavalieri livoni, fatto storicamente inesatto.